# Peter Krauland
Peter Krauland (* 6. August 1903 in Kraubath, Gemeinde Groß Sankt Florian, Steiermark; † 8. September 1985 in Wien) war österreichischer Rechtsanwalt, Politiker und Geschäftsmann.

## Politiker in der Steiermark
Krauland absolvierte von 1917 bis 1921 eine Handelsakademie und studierte von 1926 bis 1931 an der Universität Wien Rechtswissenschaften. Von 1926 bis 1951 war er Mitglied der katholischen Studentenverbindung KÖStV Austria Wien. Der junge Rechtsanwalt betätigte sich auch politisch. Im Ständestaat war er 1934 bis 1938 Mitglied der steiermärkischen Landesregierung, Landesfinanzreferent und Mitglied des Länderrates. 1938 wurde er als Repräsentant des Austrofaschismus vom NS-Regime abgesetzt und zeitweise inhaftiert.

## Bundesminister
Von Dezember 1945 bis Oktober 1949 war Krauland ÖVP-Minister für Vermögenssicherung und Wirtschaftsplanung. Das „Krauland-Ministerium“ verwaltete Vermögenswerte, die vor 1938 österreichischen Organisationen und Vereinen gehört hatten und während des NS-Regimes eingezogen worden waren. 1948 wäre der Minister bei der Rückfahrt von Westösterreich nach Wien an der Ennsbrücke, wo die Russen die in ihre Besatzungszone Einreisenden kontrollierten, beinahe verhaftet worden. Seine Ausweispapiere wurden vorübergehend für falsch erklärt. Im Zuge der weiteren Amtshandlung erklärten die Russen, nicht seine, sondern die Papiere seiner Mitarbeiterin Margarethe Ottilinger seien falsch. Sie wurde verhaftet und konnte erst zum Staatsvertrag 1955 aus Sibirien nach Österreich zurückkehren.
Er wurde am Hietzinger Friedhof bestattet.

## Der Krauland-Skandal
Als Minister zweigte Krauland sukzessive Gelder ab, die in die Kassen der beiden Regierungsparteien, aber auch des ÖGB und der Kammern flossen. Insbesondere Druckereien, Verlagshäuser und andere politisch interessante Unternehmen wurden nach dem Proporz-System aufgeteilt. Restitutionsforderungen ehemaliger jüdischer Eigentümer wurden hingegen meist abgewiesen.
Wie der Historiker Peter Böhmer in seinem Buch Wer konnte, griff zu belegt, wurden Kraulands Malversationen schließlich aufgrund einer Rückstellung der Guggenbacher Papierfabrik, der eine Parteispende von 700.000 Schilling an die ÖVP gegenüberstand, aufgedeckt.
Am 30. Jänner 1951 genehmigte der Immunitätsausschuss des Nationalrats das Auslieferungsbegehren der Staatsanwaltschaft Wien gegen den früheren Minister. Für den Fall, dass er vor Gericht belastet werde, distanzierte sich die ÖVP am gleichen Tag vorsorglich von Krauland. Am 29. Juli 1951 berichtete die regierungsamtliche Wiener Zeitung
über das Ausscheiden Kraulands aus der ÖVP. Er verblieb aber bis zum Ende der Legislaturperiode des Nationalrats 1953 als freier („wilder“) Abgeordneter im Parlament.
Der Prozess gegen Krauland und mit ihm beschuldigte Ministerialbeamten wurde von Jänner bis Juli 1954 durchgeführt. Im Urteil vom 6. Juli 1954 wurde festgehalten, Krauland habe Missbrauch der Amtsgewalt begangen und den Staat um mehr als eine Million Schilling geschädigt. In Hinblick auf das 1950 erlassene Amnestiegesetz musste der frühere Minister dennoch freigesprochen werden.

## Vermutete Geheimdienstbeziehungen
Dem nach Zeitzeugenberichten brillanten, aber anmaßend auftretenden Minister wurden auch komplexe Geheimdienstbeziehungen nachgesagt, unter anderem eine Verwicklung in die Affäre um seine Mitarbeiterin Margarethe Ottilinger.

## Privatwirtschaft
Die von Krauland seit 1958 geführte Allgemeine Wirtschaftsbank musste 1974 Konkurs anmelden, das Konkursverfahren zog sich bis 1979.